# Cucerdea, Mureș
Cucerdea (în maghiară Oláhkocsárd - Kocsárd-ul românesc) este satul de reședință al comunei cu același nume din județul Mureș, Transilvania, România.

## Localizare
Cucerdea se găsește pe DN 14A, 10 km la Nord de Târnăveni și 6 km la Sud de Iernut și pe valea pârâului Cucerdea. De asemenea la 37 km de municipiul Târgu Mureș, Râmnicu Vâlcea (160 km), Sibiu (80 km), Cluj-Napoca (78 km).
Localitatea este așezată în centrul Podișului Transilvaniei între râurile Mureș și Târnava Mică.

## Istorie
Satul Cucerdea este atestat documentar din anul 1278.
Voi încerca, în numele memoriei martirilor cucerzeni, care au zăcut în gulagurile comuniste ale lui Dej și Ceaușescu, să redau istoria orală care este, în orice caz, o formă validă. Monografia localității Cucerdea, încă neterminată, este destul de săracă în date cu privire la "martiri" până la anul 1848. Dovezile acestui an revoluționar confirmă că tânărul preot catolic din Cucerdea, Florian Lăscudean, ca viceprefect al Legiunii a III-a, cu sediul la Cetatea de Baltă, a participat cu vreo 30-40 de cucerzeni la Marea Adunare de la Blaj din 3-5 mai 1848, iar la întoarcerea acasă toți au fost spânzurați de autoritățile ungurești din localitate, trupurile lor neînsuflețite au fost aruncate într-o groapă comună în curtea moșierului Ludovic Demeny (ungur). Preotul F. Lăscudean a fost și el ucis într-o bătălie cu nemeșii unguri la Chirileu. Mult persecutată a fost și delegația de cucerzeni care a participat la Adunarea Națională de la Alba Iulia de la 1 decembrie 1918 (condusă de primul învățător român, Iuliu Pop); la întoarcere, a fost arestată și intemnițată aici în sat. Dar sătenii (femei, copii, bătrâni) înarmați cu furci, sape, coase și bâte i-au eliberat pe arestați, iar jandarmii unguri au fost alungați pentru totdeauna din sat. Din Primul Război Mondial avem un frumos monument foarte bine îngrijit - reprezentând tributul de sânge al celor 19 eroi, cu numele gravate pe placa de marmură. În luna mai 2002 a fost inaugurat al doilea obelisc, pentru alți 39 de eroi căzuți în est și vest în Al Doilea Război Mondial. În incinta celor două biserici este un alt cimitir al celor 66 de eroi naționali căzuți pe câmpul de luptă, între Cucerdea și Oarba de Mureș - aici fiind cel mai mare teatru de luptă, jertfin-du-și viața peste 11.000 de ostași români. După 23 august 1944, în Cucerdea a început calvarul gulagului comunist instalat, ca peste tot, cu forța, teroare, jaf, persecuție, mergând până la exterminarea populației. Acum încep jertfele și schingiurile celor cu credință în Dumnezeu, a celor neprihăniți, harnici, gospodari de frunte ai satului Cucerdea, impunându-li-se înjosiri, persecuții răzbunătoare și fărădelegi săvârșite asupra multor familii întregi. 
Iată câteva exemple de martiraj. Preotul ortodox Petru Samarghian, în anii 1948-1950 este expus terorii în fața credincioșilor de către autoritățile comuniste locale de atunci, apoi dus la "abatorul" securității din Blaj și iar maltratat crunt. Același tratament l-a avut și fiul său, Mircea Samarghițan, zăcând apoi mulți ani prin închisorile comuniste. Cei trei fii ai preotului au fost destituiți din școli, iar imobilul personal a fost naționalizat prin forță. De mulți ani acești doi martiri au trecut în eternitate. Fiul de țăran Gligor Lechințan, magistrat, în cei patru ani de front în răsărit și-a pierdut mâna dreaptă, și, reîntors în țară, a fost condamnat la moarte pentru convingerile sale anticomuniste, pedeapsă comutată, apoi, în munca silnică pe viață; a executat peste 16 ani (mai exact 5.841 de zile), fiind târăt și maltratat prin toate pușcăriile comuniste. Încă supraviețuiește, în vârsta de 93 de ani, domiciliat în Sibiu. Aurel Maxim, un alt fiu de țăran, a fost condamnat la moarte pentru aceleași motive și apoi la muncă silnică pe viață, executând peste 7 ani de detenție, trecând și el nu demult în eternitate. Student în anul II al Facultății de Geologie din Cluj, Viorel Morar, tot fiu de țăran fruntaș al satului, pentru convingeri anticomuniste a executat peste șase ani la canalul Dunăre - Marea Neagră. Supraviețuiește, are domiciliul în Târgu Mureș. 
Pentru că, deși maltratați, nu s-au înscris în "colectiv", mulți țărani gospodari de frunte ai satului au fost condamnați, tot ca "dușmani ai poporului", la ani de muncă la Canal: Marius Gligor, Gheorghe Mureșan senior și fiul junior Ghica Mureșan, apoi fratele acestuia, Raduț Mureșan, Ioan Tătar, condamnat la un an închisoare că a recitat în public prima strofă din actualul Imn de Stat (Deșteaptă-te, române!). Harnicii gospodari Ion Mășcuț și Gavrilă Potor au fost expulzați din sat timp de 5 (cinci) ani, trăind în bordeie în satul Deag. Lista poate continua cu foarte multe exemple. Mai relatăm că țăranii Teodor Zolog, Gligor Potor, și mulți alții, în urma maltratărilor securisto-comuniste au decedat. În toamna anului 1949 tot satul a fost arestat, oamenii fiind bătuți și maltratați, pentru că s-au opus planului comunist de colectivizare forțată a agriculturii. De aceste atrocități nici femeile n-au fost scutite. Nopțile circulau călare pe cai prin sat milițieni străini, dar și câțiva cucerzeni, îmbrăcați în haine de miliție, pentru camuflaj. Finalul "glorios" a fost realizat _ înființarea g.a.c. _, cu câteva familii de țărani (48 familii) sărace, fără pământ, fără atelaje, fără animale, analfabeți și semianalfabeți. Desigur, acest drum atât de spinos și infernal, ce mintea omenească normală nu-l poate accepta cu nici un fel de argumente, nu poate fi trecut cu vederea de urmașii (sau aproape toți) cei care sunt, într-un fel sau altul, aceiași în toate funcțiile satului Cucerdea, sau altfel spus "la vremuri noi, tot noi". 
Generația de azi a poporului român este obligată să țină seama în mod sincer de victimele și mărturiile grozăviilor petrecute și arătate cu jale și amărăciune în "Memorialul Durerii" - realizat de doamna Lucia Hossu-Longin, cuprinzând aproape două sute de episoade, și ele continuă. 
Martorii încep să dispară în scurgerea timpului, unii-s bătrâni și bolnavi, și nimeni nu le solicită mărturii acuzatoare, care vor dispărea o dată cu ei. Cetățeanul de mâine nu va cunoaște nimic din ceea ce a fost, întrucât nu rămân mărturiile scrise ale supraviețuitorilor. ( articol scris de Aurel Șeulean în 2 aprilie 2004 )

## Clima
Trăsăturile climatice ale acestei zone sunt o consecință a poziției sale în centrul Transilvaniei, fapt care încadrează respectivul teritoriu în subprovincia climatică temperat-continental moderată, definită de circulația și caracterul maselor de aer din vest si nord-vest. Acestui teritoriu îi sunt specifice verile mai călduroase, iernile lungi și reci. Urmărind valorile anuale ale temperaturii medii lunare se constată că în zona colinară și de podiș, luna cea mai rece este ianuarie (cu medii de -3 °C, -8° C), iar cea mai caldă, iulie (+18 °C, +19 °C). Numărul zilelor de vară oscilează între 60-85. Zilele tropicale sunt puține, astfel că abia se însumează 18 zile din cursul unui an. Din cifra menționată 6 zile revin exclusiv lunii august. Numărul mediu anual al zilelor cu înghet este de 127. Numărul cel mai mare de zile cu înghet aparține lunii februarie. Cantitatea medie anuală a precipitațiilor însumează 580 mm. Grosimea medie a stratului de zăpadă variază între 825-40 cm. În timpul iernii sunt frecvente vânturile dinspre nord-est care ating uneori viteze ce depășesc 50 m/s.

## Fauna
În această regiune fauna este influențată de relief și de climă, fiind caracteristică pădurilor de foioase. În pădurile din jurul satului găsim lupi, vulpi, mistreți, veverițe, șarpele de alun, mierla, cucul, ciocănitoarea, gaia, pițigoiul, sticletele, ulii, bufnițe, iar pe hotare și pășuni găsim căprioare, iepuri, fazani. Stânile ciobanilor sunt adesea atacate de lupii înfometați, care din păcate sunt din ce în ce mai puțini fiind omorâți de săteni sau de câinii care apară stânile. În sezonul rece mai ales, vulpile se apropie foarte mult de gospodăriile oamenilor aflate la marginea satului, intrând chiar în curțile acestora unde omoară și mănâncă păsările (găini, rațe, gâște, curci) oamenilor. Un alt pericol pentru păsările din jurul caselor îl reprezintă dihorul care își face cuib de cele mai multe ori în curțile oamenilor.

## Populație
Conform Recensământului din anul 2022 populația localității era de 637 locuitori. Etnia localnicilor este formată în majoritate de români. 

## Monumente
- Monumentul Eroilor Români din Primul Război Mondial. Obeliscul memorial este amplasat în centrul comunei Cucerdea și a fost ridicat în anul 1935, în memoria eroilor români din Primul Război Mondial, de către sculptorul Dominic Silaghi, prin contribuția localnicilor. Monumentul, cu o înălțime de 3 m, are la bază un soclu, în trei trepte, deasupra căruia se ridică obeliscul tronconic, terminat cu o cruce. Împrejmuirea este asigurată de stâlpi din beton, uniți cu lanțuri. În plan frontal este fixată, pe obelisc, o placă de marmură albă, pe care este inscripționat: „EROII NEAMULUI DIN 1914-1919“. Dedesubt sunt inscripționate numele eroilor.

- Monumentul Eroilor Români din Al Doilea Război Mondial. Obeliscul memorial este de tip coloană infinită si se află amplasat în curtea Bisericii Ortodoxe. Acesta a fost dezvelit în anul 1975, pentru cinstirea memoriei eroilor români din Al Doilea Război Mondial. Monumentul este realizat din beton, iar împrejmuirea este asigurată de un gard din stâlpi de beton și plasă de sârmă. În plan frontal sunt inscripționate cuvintele: „GLORIE ETERNĂ CELOR 66 EROI ROMÂNI CĂZUȚI PENTRU ELIBERAREA PATRIEI“.

## Imagini

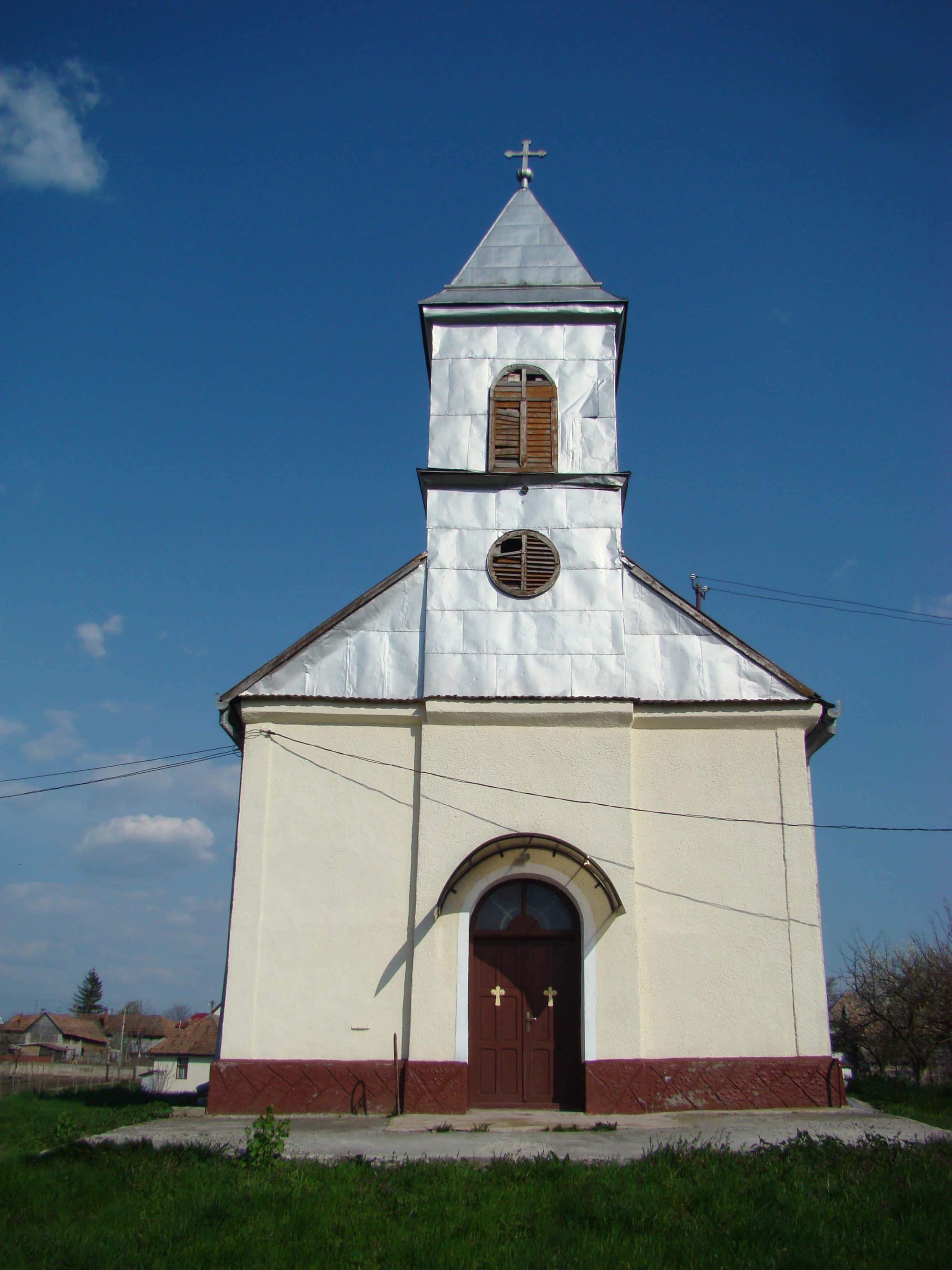
Biserica greco-catolică „Adormirea Maicii Domnului”
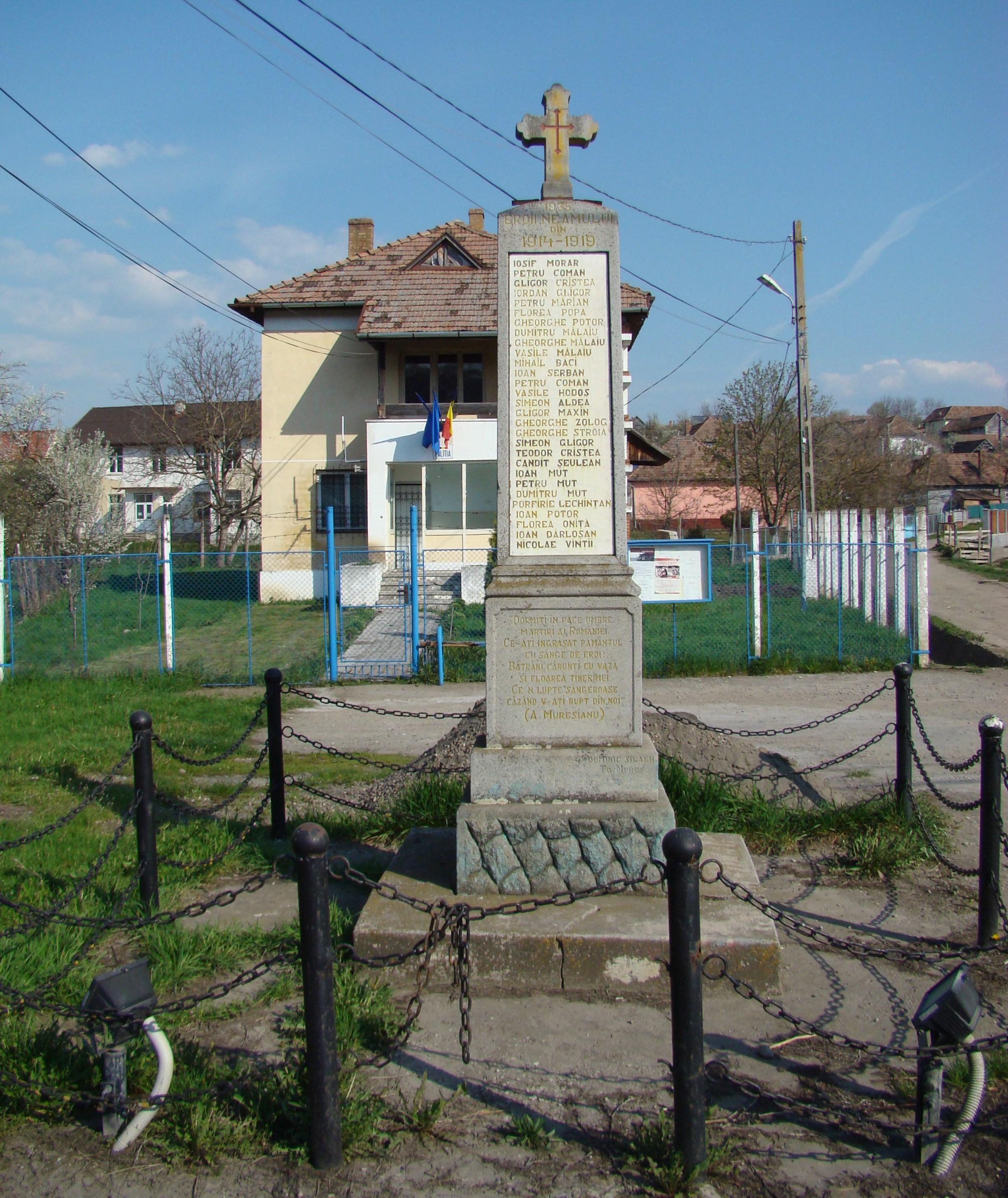
Monumentul Eroilor Români din Primul Război Mondial
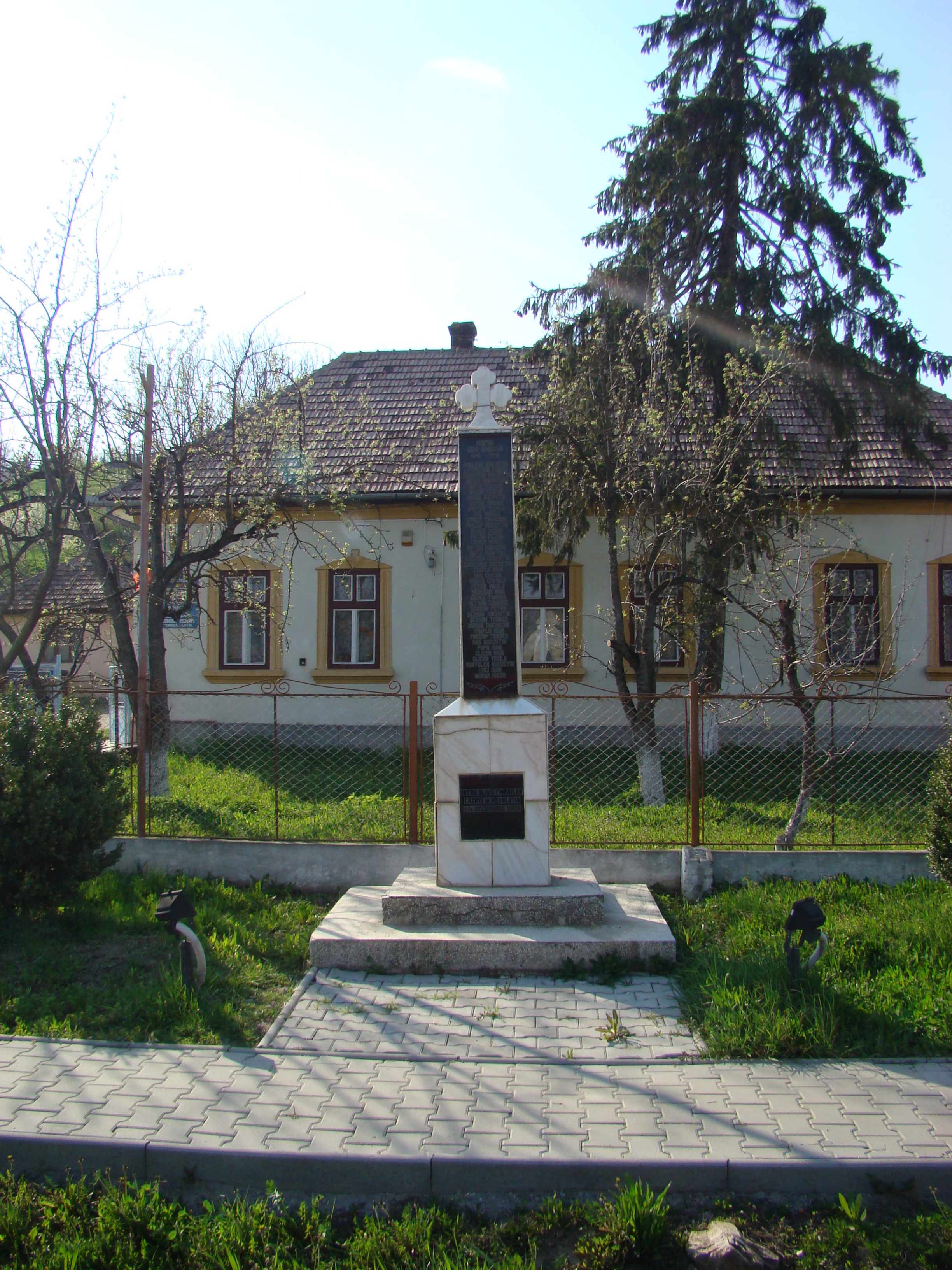
Monumentul Eroilor Români din Al Doilea Război Mondial
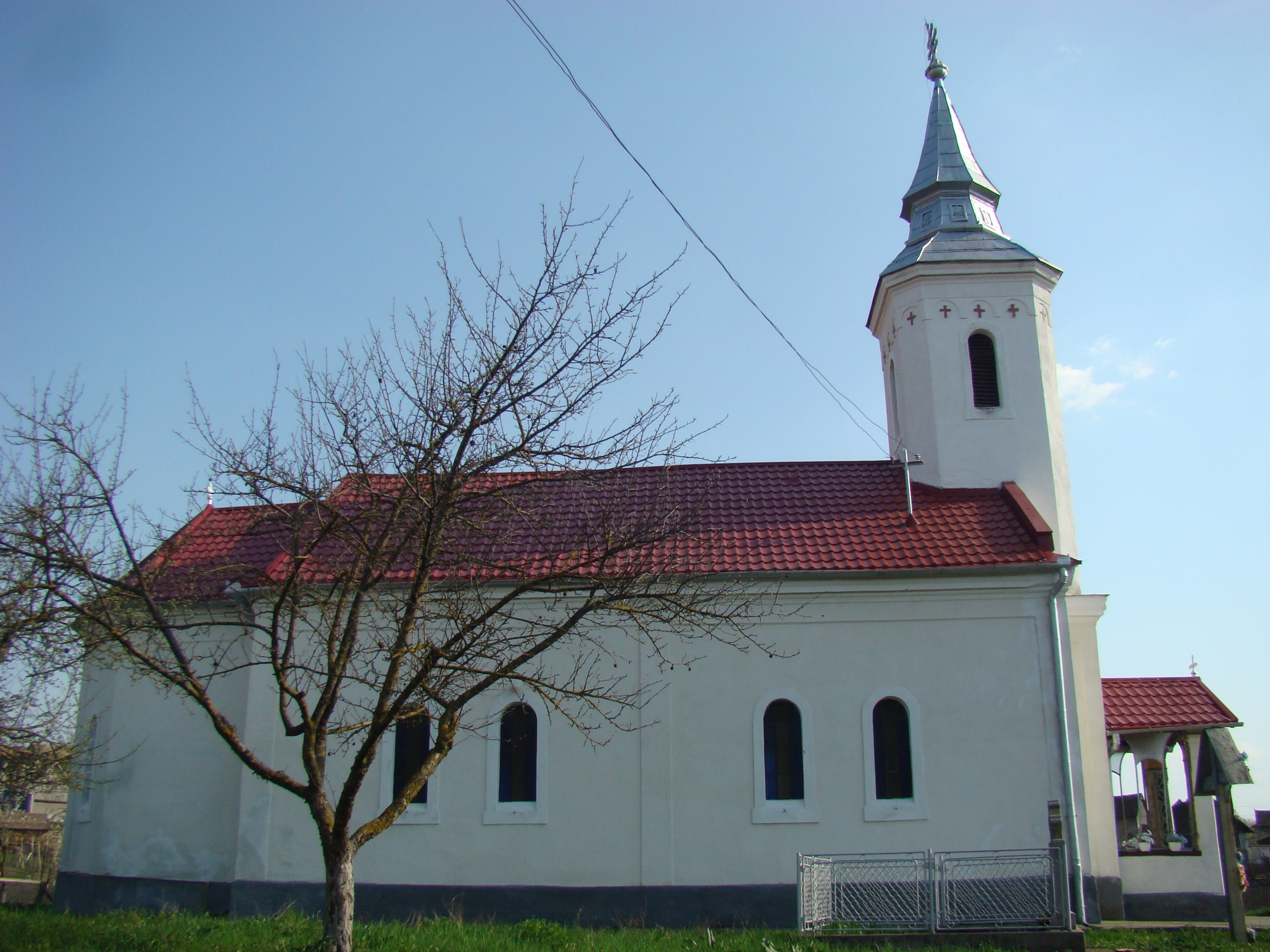
Biserica ortodoxă „Sfinții Arhangheli Mihail și Gavriil” (1932)
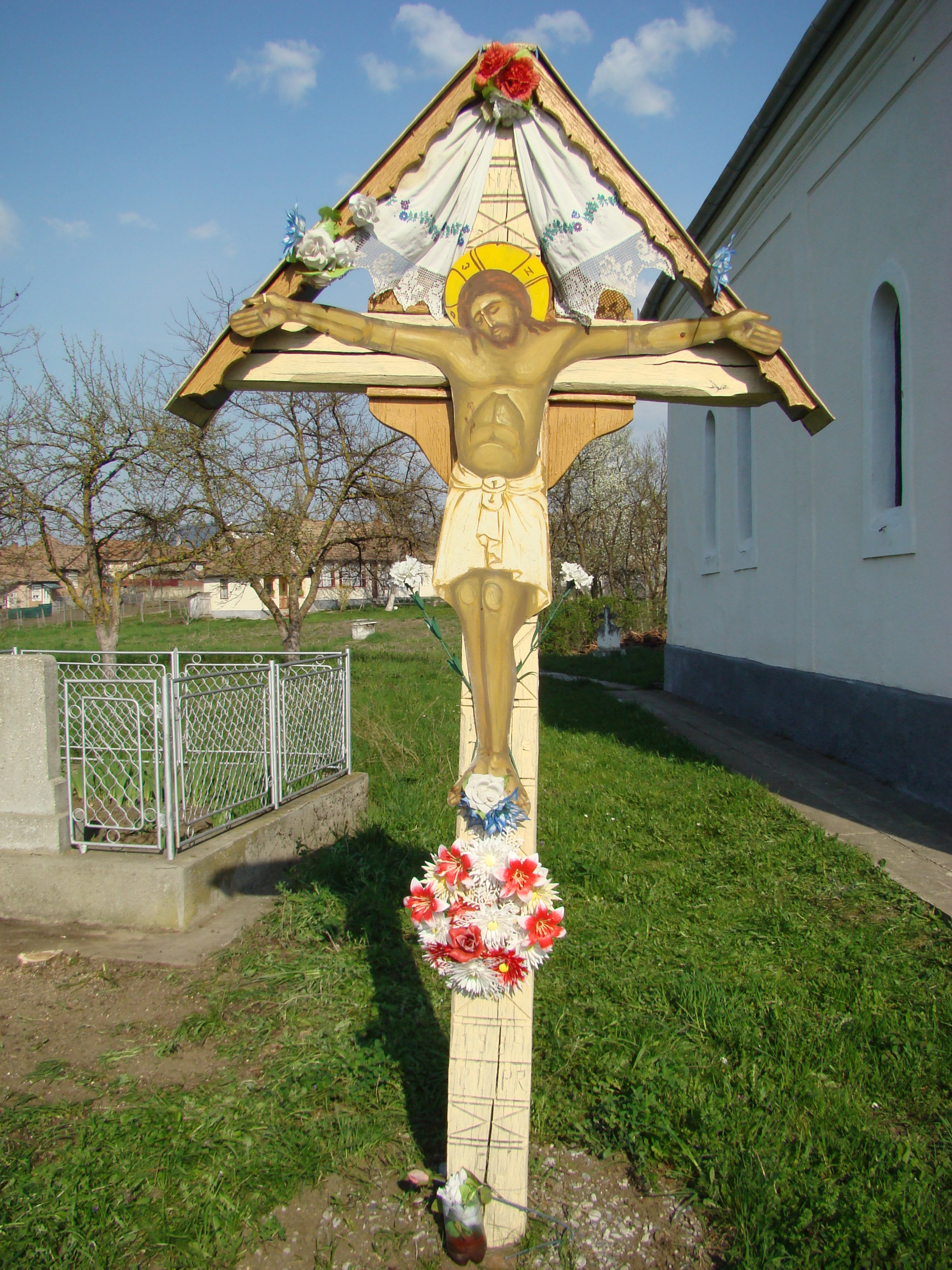